# Bartosz Wolski
Bartosz Wolski (ur. 12 maja 1997 w Aleksandrowie Kujawskim) – polski piłkarz grający na pozycji pomocnika w klubie Motor Lublin.

## Kariera juniorska
Wolski jest wychowankiem Pomorzanina Toruń. Jako junior grał także w Elanie Toruń (do 2013), Latinie Calcio 1932 (2013–2016) oraz na wypożyczeniu w Cesena FC.

## Kariera seniorska

### Elana Toruń
Wolski zaliczył debiut dla pierwszej drużyny Elany Toruń 25 maja 2013 w starciu z Jarotą Jarocin (0:0). Wystąpił w niej jeszcze w dwóch spotkaniach – 1 czerwca 2013 z Zagłębiem Sosnowiec (przeg. 3:0) i 13 lipca 2013 w rozgrywkach Pucharu Polski z Motorem Lublin (przeg. 0:1).

### Genoa CFC
Wolski trafił do Genoa CFC 30 sierpnia 2016. Nie zagrał w pierwszej drużynie tego klubu ani razu.

### Cesena FC
Wolski został wypożyczony do Cesena FC 31 sierpnia 2016. Grał w jej drużynach juniorskich, ale nie zadebiutował w pierwszym składzie.

### Bytovia Bytów
Wolski trafił na wypożyczenie do Bytovii Bytów. Zadebiutował dla nich 4 marca 2017 w meczu z Wisłą Puławy (przeg. 0:1), zmieniając w 86-tej minucie Jakuba Serafina. Pierwszą bramkę zdobył 2 września 2017 w wygranym 4:1 spotkaniu przeciwko Pogoni Siedlce. 31 lipca 2017 Wolski został wykupiony przez Bytovię. Łącznie dla tego klubu rozegrał on 70 meczów strzelając 3 gole.

### Chojniczanka Chojnice
Wolski podpisał kontrakt z Chojniczanką Chojnice 18 czerwca 2019. Debiut dla nich zaliczył 27 lipca 2019 w zremisowanym 1:1 spotkaniu przeciwko Wigrom Suwałki. Pierwszego gola strzelił 9 sierpnia 2019 w meczu z Olimpią Grudziądz (wyg. 3:5). Ostatecznie w barwach tego klubu Wolski wystąpił 33 razy zdobywając dwie bramki.

### Stal Rzeszów
Wolski trafił do Stali Rzeszów 5 października 2020. Zadebiutował dla nich 10 października 2020 w meczu z Garbarnią Kraków (0:0). Pierwszą bramkę zdobył 8 kwietnia 2023 w wygranym 6:0 spotkaniu przeciwko Zagłębiu Sosnowiec. W sezonie 2021/2022 wygrał z nimi II. ligę.Łącznie dla tego zespołu rozegrał on 97 meczów strzelając 4 gole.

### Motor Lublin
Wolski przeszedł do Motoru Lublin 18 czerwca 2023. Debiut dla nich zaliczył 28 lipca 2023 w wygranym 0:1 spotkaniu przeciwko Lechii Gdańsk, strzelając wtedy też swojego pierwszego gola.

## Kariera reprezentacyjna

### Polska U-15
Wolski dwukrotnie wystąpił w reprezentacji Polski U-15. Miało to miejsce 8 i 10 listopada 2011 w meczach z Niemcami (5:3; 2:2).

### Polska U-20
Wolski zaliczył dwa występy w kadrze Polski U-20. Były to starcia rozegrane 1 września 2016 ze Szwajcarią (2:2) i 6 września 2016 z Niemcami (wyg. 3:0).

## Statystyki

### Klubowe
(aktualne na dzień 30 czerwca 2025)
| Klub                  | Sezon              | Liga               | Liga  | Liga   | Puchar kraju | Puchar kraju | Suma  | Suma   |
| Klub                  | Sezon              | Liga               | Mecze | Bramki | Mecze        | Bramki       | Mecze | Bramki |
| --------------------- | ------------------ | ------------------ | ----- | ------ | ------------ | ------------ | ----- | ------ |
| Elana Toruń           | 2012/13            | II liga            | 2     | 0      | 0            | 0            | 2     | 0      |
| Elana Toruń           | 2013/14            | II liga            | 0     | 0      | 1            | 0            | 1     | 0      |
| Elana Toruń           | Ogólnie            | Ogólnie            | 2     | 0      | 1            | 0            | 3     | 0      |
| Bytovia Bytów         | 2016/17            | I liga             | 11    | 0      | 0            | 0            | 11    | 0      |
| Bytovia Bytów         | 2017/18            | I liga             | 29    | 1      | 4            | 0            | 33    | 1      |
| Bytovia Bytów         | 2018/19            | I liga             | 24    | 2      | 2            | 0            | 26    | 2      |
| Bytovia Bytów         | Ogólnie            | Ogólnie            | 64    | 3      | 6            | 0            | 70    | 3      |
| Chojniczanka Chojnice | 2019/20            | I liga             | 32    | 2      | 1            | 0            | 33    | 2      |
| Chojniczanka Chojnice | Ogólnie            | Ogólnie            | 32    | 2      | 1            | 0            | 33    | 2      |
| Stal Rzeszów          | 2020/21            | II liga            | 27    | 1      | 0            | 0            | 27    | 1      |
| Stal Rzeszów          | 2021/22            | II liga            | 32    | 1      | 2            | 0            | 34    | 1      |
| Stal Rzeszów          | 2022/23            | I liga             | 34    | 2      | 2            | 0            | 36    | 2      |
| Stal Rzeszów          | Ogólnie            | Ogólnie            | 93    | 4      | 4            | 0            | 97    | 4      |
| Motor Lublin          | 2023/24            | I liga             | 33    | 8      | 2            | 0            | 35    | 8      |
| Motor Lublin          | 2024/25            | Ekstraklasa        | 34    | 2      | 1            | 0            | 34    | 2      |
| Motor Lublin          | Ogólnie            | Ogólnie            | 67    | 10     | 3            | 0            | 69    | 10     |
| Ogólnie w karierze    | Ogólnie w karierze | Ogólnie w karierze | 258   | 19     | 15           | 0            | 273   | 19     |

### Reprezentacyjne
(aktualne na dzień 30 czerwca 2025)
| Reprezentacja      | Rok                | Mecze | Bramki |
| ------------------ | ------------------ | ----- | ------ |
| Polska U-15        | 2011               | 2     | 0      |
| Ogólnie            | Ogólnie            | 2     | 0      |
| Polska U-20        | 2016               | 2     | 0      |
| Ogólnie            | Ogólnie            | 2     | 0      |
| Ogólnie w karierze | Ogólnie w karierze | 4     | 0      |

| Mecze i gole w reprezentacji | Mecze i gole w reprezentacji | Mecze i gole w reprezentacji | Mecze i gole w reprezentacji | Mecze i gole w reprezentacji | Mecze i gole w reprezentacji | Mecze i gole w reprezentacji | Mecze i gole w reprezentacji    |
| Polska U-15                  | Polska U-15                  | Polska U-15                  | Polska U-15                  | Polska U-15                  | Polska U-15                  | Polska U-15                  | Polska U-15                     |
| Lp.                          | Data                         | Miejsce                      | Gospodarz                    | Gość                         | Wynik                        | Gol                          | Rozgrywki                       |
| ---------------------------- | ---------------------------- | ---------------------------- | ---------------------------- | ---------------------------- | ---------------------------- | ---------------------------- | ------------------------------- |
| 1.                           | 08.11.2011                   | Kołobrzeg                    | Polska U-15                  | Niemcy U-15                  | 5:3                          |                              | Mecz towarzyski                 |
| 2.                           | 10.11.2011                   | Drawsko Pomorskie            | Polska U-15                  | Niemcy U-15                  | 2:2                          |                              | Mecz towarzyski                 |
| Polska U-20                  |                              |                              |                              |                              |                              |                              |                                 |
| Lp.                          | Data                         | Miejsce                      | Gospodarz                    | Gość                         | Wynik                        | Gol                          | Rozgrywki                       |
| 1.                           | 01.09.2016                   | Montreux                     | Szwajcaria U-20              | Polska U-20                  | 2:2                          |                              | Turniej Ośmiu Narodów 2016/2017 |
| 2.                           | 06.09.2016                   | Świnoujście                  | Polska U-20                  | Niemcy U-20                  | 3:0                          |                              | Turniej Ośmiu Narodów 2016/2017 |

## Sukcesy

### Stal Rzeszów
- II liga (1×): 2021/2022